# (20505) 1999 RE16
A (20505) 1999 RE16 a Naprendszer kisbolygóövében található aszteroida. A LINEAR projekt keretében fedezték fel 1999. szeptember 7-én.